# La Cellette (Creuse)
La Cellette – miejscowość i gmina we Francji, w regionie Nowa Akwitania, w departamencie Creuse.
Według danych na rok 1990 gminę zamieszkiwało 340 osób, a gęstość zaludnienia wynosiła 16 osób/km² (wśród 747 gmin Limousin La Cellette plasuje się na 333. miejscu pod względem liczby ludności, natomiast pod względem powierzchni na miejscu 312.).